# نقطه کور (فیلم ۲۰۰۹)
نقطهٔ کور (به انگلیسی: The Blind Side) نام یک فیلم درام به کارگردانی جان لی هنکاک و با بازی ساندرا بولاک محصول سال ۲۰۰۹ ایالات متحدهٔ آمریکا است.
این فیلم بر اساس کتابی با همین نام و براساس زندگی «مایکل اوهر» فوتبالیست امریکایی ساخته شده است 

## داستان
مایکل پسر کم‌رو و خجالتی سیاهپوست از خانواده‌ای تنگدست و فقیر پایین شهر است. روزی او تصادفاً با شان، پسر یک خانوادهٔ ثروتمند، آشنا می‌شود. خانواده‌شان او را به فرزندخواندگی قبول می‌کنند و کم‌کم رابطهٔ عاطفی بین مایکل و خانواده‌شان شکل می‌گیرد. این رابطه باعث می‌شود که مایکل به آرزوهای بزرگش برسد.

## جوایز
- جایزهٔ گلدن گلوب بهترین بازیگر نقش اول زن برای ساندرا بولاک؛ برنده
- جایزهٔ اسکار بهترین بازیگر نقش اول زن برای ساندرا بولاک؛ برنده
- جایزهٔ اسکار بهترین فیلم سال؛ نامزد